# Хервуд (Мисури)
Хервуд (енгл. Harwood) град је у америчкој савезној држави Мисури.

## Демографија
По попису из 2010. године број становника је 47, што је 43 (-47,8%) становника мање него 2000. године.
| Група             | 2000.      | 2010.      |
| Белци             | 83 (92,2%) | 45 (95,7%) |
| Афроамериканци    | 0 (0,0%)   | 0 (0,0%)   |
| Азијати           | 0 (0,0%)   | 0 (0,0%)   |
| Хиспаноамериканци | 0 (0,0%)   | 0 (0,0%)   |
| Укупно            | 90         | 47         |